# Bretteville-du-Grand-Caux
Bretteville-du-Grand-Caux è un comune francese di 1 298 abitanti situato nel dipartimento della Senna Marittima nella regione della Normandia.

## Società

### Evoluzione demografica
Abitanti censiti